# الحوة
قرية الحوة هي إحدى القرى التابعة لمركز بيلا في محافظة كفر الشيخ في جمهورية مصر العربية. حسب إحصاءات سنة 2006، بلغ إجمالي السكان في الحوة 11920 نسمة، منهم 5910 رجل و6010 امرأة.

## الممراجع
1. ↑  "البيانات السكانية لمدينة أو قرية حسب تقديرات السكان 2006". الجهاز المصري المركزي للإحصاء. مؤرشف من الأصل في 2018-10-18. اطلع عليه بتاريخ 2012-08-12.